# Furholmens naturreservat
Furholmen är ett naturreservat i Trosa kommun i Södermanlands län.
Området ligger inom Tullgarns naturreservat och är naturskyddat sedan 1984 och är 23 hektar stort. Reservatet ligger på Furholmshalvön och består av barrblandskog  och en blandning av löv- och barrskog.